# José Pascual Buxó
José Pascual Buxó (San Felíu de Guixols, Gerona, España, 12 de febrero de 1931 - Ciudad de México, México, 19 de julio de 2019) fue un catedrático, filólogo, escritor, poeta y académico mexicano de origen español. Su campo de investigación se especializó en el estudio de fuentes originales de la literatura novohispana. Sus publicaciones son utilizadas como referencias y son reconocidas por los estudiosos de esta especialidad.

## Semblanza biográfica
Contaba con cinco años de edad cuando inició la guerra civil española. Antes de que Buxó cumpliera los ocho años de edad, su familia, de ideas republicanas, se exilió en Francia, en donde vivió seis meses. Después se embarcó hacia Veracruz en el vapor Mexique para finalmente establecerse en la Ciudad de México aceptando el asilo político ofrecido por el presidente mexicano Lázaro Cárdenas. José Pascual cursó sus estudios primarios y secundarios en el Colegio Madrid y en el Instituto Luis Vives.
Se le considera un latinoamericano múltiple debido a que es español por nacimiento, mexicano por elección y "venezolano por vocación", pues se radicó en Venezuela, donde impartió clases durante más de doce años. Su poesía refleja un sentimiento trágico de su infancia debido a sus vivencias de la guerra y del destierro.

## Estudios y docencia
En 1959, obtuvo el grado de maestro en Letras de Lengua y Literatura Española en la Universidad Nacional Autónoma de México (UNAM). Se trasladó a Venezuela, en donde cursó la licenciatura en Letras en la Universidad del Zulia y obtuvo el título en 1966. Viajó a Italia, donde cursó un doctorado en Letras en la Università degli Studi di Urbino y obtuvo el título cum laude con la tesis Ungaretti en Góngora en 1967.
Ha sido profesor en la Escuela Nacional Preparatoria 4, en la Universidad de Guanajuato, en la Universidad Veracruzana, en la Universidad del Zulia, en la Universidad Nacional Autónoma de México. Como profesor invitado ha impartido seminarios y cursos en la Benemérita Universidad Autónoma de Puebla, en El Colegio de México, en la Universidad Autónoma Metropolitana Unidad Iztapalapa, en la Universidad Iberoamericana, en la Universidad de París VIII "Vincennes-Saint-Denis" y en la Universidad de Toronto.
Administrativamente, fue director fundador de las escuelas de Filosofía y Letras de la Universidad Veracruzana y de la Universidad del Zulia, del Seminario de Poética del Instituto de Investigaciones Filológicas de la UNAM, director del Centro de Investigaciones Bibliográficas de la Biblioteca Palafoxiana de Puebla, coordinador de la maestría en literatura mexicana de la Facultad de Filosofía y Letras de la BUAP, secretario general de la Facultad de Filosofía y Letras de la UNAM y responsable del proyecto del doctorado en Letras de la Benemérita Universidad Autónoma de Puebla, entre otros.

## Investigador y académico
Ha sido investigador en el Centro de Estudios Literarios y en el Instituto de Investigaciones Filológicas de la UNAM, así como en el Instituto Ispanico de la Università degli Studi di Firenze. Es investigador emérito del Sistema Nacional de Investigadores de México. Fue nombrado miembro de número de la Academia Mexicana de la Lengua el 10 de marzo de 1983, tomó posesión de la silla X el 28 de junio de 1984. Es miembro correspondiente de la Academia Cubana de la Lengua.

## Premios y distinciones
- Medalla de Plata otorgada por el Ministerio de Relaciones Exteriores de la República Italiana en 1966.
- Orden 27 de Junio otorgada por el presidente de la República de Venezuela en 1972.
- Emeritus Professor por la Universidad de California, en 1993.
- Premio Universidad Nacional en el área de Humanidades por la Universidad Nacional Autónoma de México, en 1995.
- Doctor honoris causa por la Benemérita Universidad Autónoma de Puebla en 1997.
- Investigador emérito por el Instituto de Investigaciones Bibliográficas de la Universidad Nacional Autónoma de México.

## Obras publicadas
Ha sido colaborador para las revistas especializadas en literatura y periódicos como Panorama, Revista de la Universidad del Zulia, Ínsula de Madrid, El Nacional, Revista de la Universidad de México, Discurso, Semiosis de la Universidad Veracruzana, La Vida Literaria, Plural, Vuelta, Sábado, Unomásuno e Ideas de México.  Ha escrito artículos, capítulos de libros y libros en diversos campos, entre sus publicaciones destacan:

### Antología
- La generación del 98. Antología poética, introducción y notas, en 1956.
- Textos de la Escuela de Verano, en 1956.
- Obras de Luis de Sandoval y Zapata, en 1986.
- Impresos novohispanos en las bibliotecas públicas de los Estados Unidos de América, en 1994.

### Ensayo
- Arco y certamen en la poesía mexicana, en 1959.
- Góngora en la poesía novohispana, en 1960.
- En torno a la muerte y desengaño en la poesía novohispana, en 1962.
- Ungaretti, traductor de Góngora, en 1968.
- Muerte y desengaño en la poesía novohispana, en 1975.
- Introducción a la poética de Roman Jakobson, en 1978.
- Ungaretti y Góngora: ensayo de literatura comparada, en 1978.
- Introducción a la poética de Roman Jakobson, en 1978.
- César Vallejo, crítica y contracrítica, en 1982.
- Las figuraciones del sentido: ensayos de poética semiológica, en 1984.
- Sor Juana Inés de la Cruz en el conocimiento de su sueño, en 1984.
- La imaginación del nuevo mundo México, en 1987.
- El enamorado de Sor Juana. Francisco Álvarez de Velasco Zorrilla y su "Carta laudatoria" (1698) a Sor Juana Inés de la Cruz, en 1993.
- Sor Juana Inés de la Cruz: amor y conocimiento, en 1996.

### Poesía
- Tiempo de soledad, en 1954.
- Memoria y deseo, en 1963.
- Boca del solitario, en 1964.
- Materia de la muerte, en 1966.
- Matiére de la mort. Profils poétiques de pays latins, en 1966.
- Lugar del tiempo, en 1974.